# برد شرمن
برد شرمن (به انگلیسی: Brad Sherman) نمایندهٔ حوزه انتخابیه سی‌ام کالیفرنیا از حزب دموکرات ایالات متحده آمریکا در مجلس نمایندگان ایالات متحده آمریکا است که برای نخستین‌بار در ۱۷ ژانویه ۱۹۹۷ میلادی به‌عضویت این مجلس درآمد.